# Madeleine Peyroux

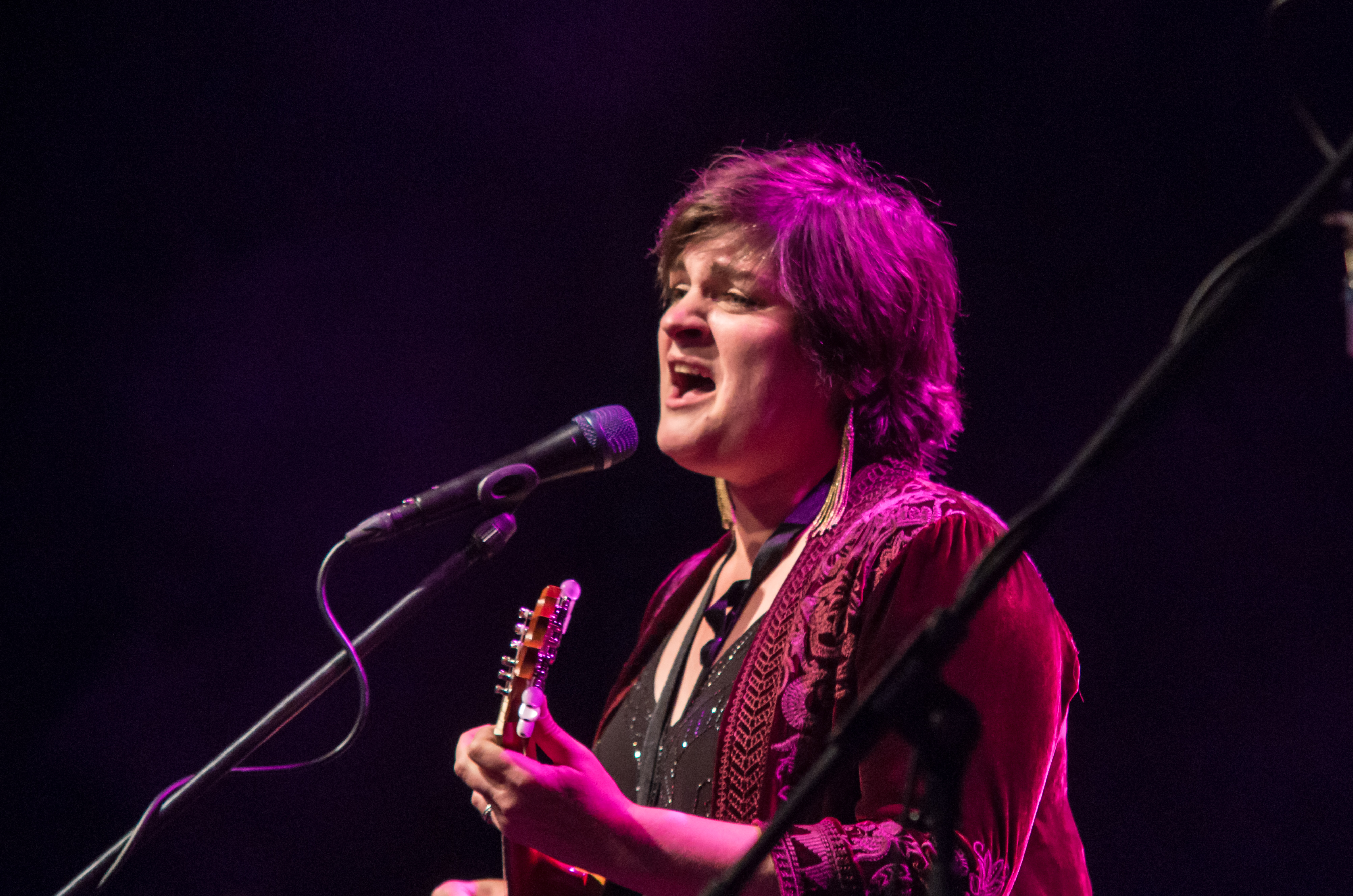
Madeleine Peyroux (2019)

Madeleine Peyroux (* 18. April 1974 in Athens, Georgia) ist eine US-amerikanische Chanson-Jazz-Sängerin und Songwriterin.

## Leben und Karriere
Als Kleinkind lebte Madeleine Peyroux im US-Bundesstaat Georgia. Als sie sechs war, zogen ihre Eltern auf Arbeitssuche mit ihr nach New York City, wo sie im Stadtteil Brooklyn und später im südlichen Kalifornien aufwuchs und zur Schule ging. Als ihre Mutter sich von ihrem Vater scheiden ließ, nahm sie die Tochter mit nach Paris. 
Um 1990 war Peyroux in Pariser Metro-Passagen als Straßenmusikerin aktiv, was dort ebenso wie in New York City eine anerkannte Art des Lebensunterhalts als Bohemien darstellt. Anschließend ging sie jahrelang mit der Lost Wandering Blues & Jazz Band auf Tourneen. 1996 wurde sie von einem Manager des Labels Atlantic Records als Solistin für einen Plattenvertrag verpflichtet. Das Album Dreamland brachte ihr viel Anerkennung und Aufmerksamkeit ein. Der Verlust an ungestörter Privatsphäre gefiel ihr nicht, deshalb mied sie die Öffentlichkeit. Es gibt die Anekdote, dass ihre Plattenfirma im August 2005 wegen eines geplatzten Medientermins einen Privatdetektiv engagiert haben soll, der sie zusammen mit ihrem Manager ausfindig gemacht habe.

## Diskografie (Auswahl)
| Jahr | Titel                   | Höchstplatzierung, Gesamtwochen, AuszeichnungChartplatzierungen (Jahr, Titel, Platzierungen, Wochen, Auszeichnungen, Anmerkungen) | Höchstplatzierung, Gesamtwochen, AuszeichnungChartplatzierungen (Jahr, Titel, Platzierungen, Wochen, Auszeichnungen, Anmerkungen) | Höchstplatzierung, Gesamtwochen, AuszeichnungChartplatzierungen (Jahr, Titel, Platzierungen, Wochen, Auszeichnungen, Anmerkungen) | Höchstplatzierung, Gesamtwochen, AuszeichnungChartplatzierungen (Jahr, Titel, Platzierungen, Wochen, Auszeichnungen, Anmerkungen) | Höchstplatzierung, Gesamtwochen, AuszeichnungChartplatzierungen (Jahr, Titel, Platzierungen, Wochen, Auszeichnungen, Anmerkungen) | Anmerkungen                              |
| Jahr | Titel                   | DE | AT | CH | UK | US | Anmerkungen                              |
| ---- | ----------------------- | --- | --- | --- | --- | --- | ---------------------------------------- |
| 2004 | Careless Love           | DE— Gold (German Jazz Award)DE | — | — | UK7 Platin · (26 Wo.)UK | US71 Gold · (18 Wo.)US | Erstveröffentlichung: 13. September 2004 |
| 2006 | Half the Perfect World  | DE55 ×2Doppelplatin (German Jazz Award) · (6 Wo.)DE                                                                               | AT42 (3 Wo.)AT | CH41 (6 Wo.)CH | UK12 Gold · (14 Wo.)UK | US33 (8 Wo.)US | Erstveröffentlichung: 1. September 2006  |
| 2009 | Bare Bones              | DE75 (2 Wo.)DE | AT42 (4 Wo.)AT | CH46 (3 Wo.)CH | UK12 (7 Wo.)UK | US71 (4 Wo.)US | Erstveröffentlichung: 9. März 2009       |
| 2011 | Standing on the Rooftop | DE64 (1 Wo.)DE | AT43 (3 Wo.)AT | CH57 (4 Wo.)CH | UK56 (1 Wo.)UK | — | Erstveröffentlichung: 3. Juni 2011       |
| 2013 | The Blue Room           | DE65 (1 Wo.)DE | AT54 (2 Wo.)AT | CH82 (1 Wo.)CH | UK43 (2 Wo.)UK | US62 (4 Wo.)US | Erstveröffentlichung: 5. März 2013       |
| 2016 | Secular Hymns           | DE93 (1 Wo.)DE | — | CH64 (1 Wo.)CH | UK96 (1 Wo.)UK | — | Erstveröffentlichung: 16. September 2016 |
| 2018 | Anthem                  | DE88 (1 Wo.)DE | — | — | — | — | Erstveröffentlichung: 31. August 2018    |

Weitere Alben
- 1996: Dreamland (UK: Silber)

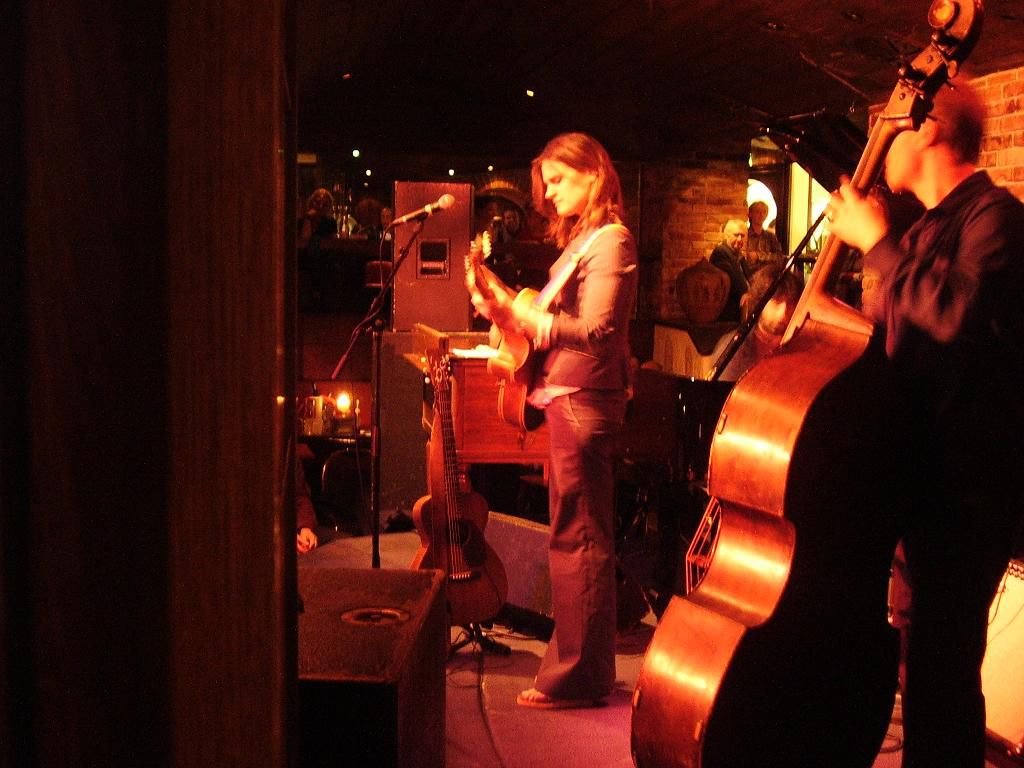
Peyroux (2005)

- 2004: Got You on My Mind (mit William Galison)
- 2014: Keep Me in Your Heart for a While: Best of
- 2019: No Meanness

## Auszeichnungen für Musikverkäufe
| Goldene Schallplatte - Australien - 2005: für das Album Careless Love - Brasilien - 2008: für das Album Half the Perfect World - Frankreich - 2005: für das Album Careless Love - Neuseeland - 2008: für das Album Half the Perfect World |

Anmerkung: Auszeichnungen in Ländern aus den Charttabellen bzw. Chartboxen sind in ebendiesen zu finden.
| Land/RegionAuszeichnungen für Musikverkäufe (Land/Region, Auszeichnungen, Verkäufe, Quellen) | Silber  | Gold     | Platin     | Verkäufe | Quellen             |
| -------------------------------------------------------------------------------------------- | ------- | -------- | ---------- | -------- | ------------------- |
| Australien (ARIA)                                                                            | —       | Gold1    | —          | 35.000   | aria.com.au         |
| Brasilien (PMB)                                                                              | —       | Gold1    | —          | 30.000   | pro-musicabr.org.br |
| Deutschland (BVMI)                                                                           | —       | Gold1    | 2× Platin2 | 50.000   | musikindustrie.de   |
| Frankreich (SNEP)                                                                            | —       | Gold1    | —          | 100.000  | infodisc.fr         |
| Neuseeland (RMNZ)                                                                            | —       | Gold1    | —          | 7.500    | radioscope.co.nz    |
| Vereinigte Staaten (RIAA)                                                                    | —       | Gold1    | —          | 500.000  | riaa.com            |
| Vereinigtes Königreich (BPI)                                                                 | Silber1 | Gold1    | Platin1    | 400.000  | bpi.co.uk           |
| Insgesamt                                                                                    | Silber1 | 7× Gold7 | 3× Platin3 |          |                     |